# Thaumatomyia rubrivittata
Thaumatomyia rubrivittata är en tvåvingeart som beskrevs av Curtis W. Sabrosky 1943. Thaumatomyia rubrivittata ingår i släktet Thaumatomyia och familjen fritflugor.
Artens utbredningsområde är Oregon. Inga underarter finns listade i Catalogue of Life.